# Puddingsteen

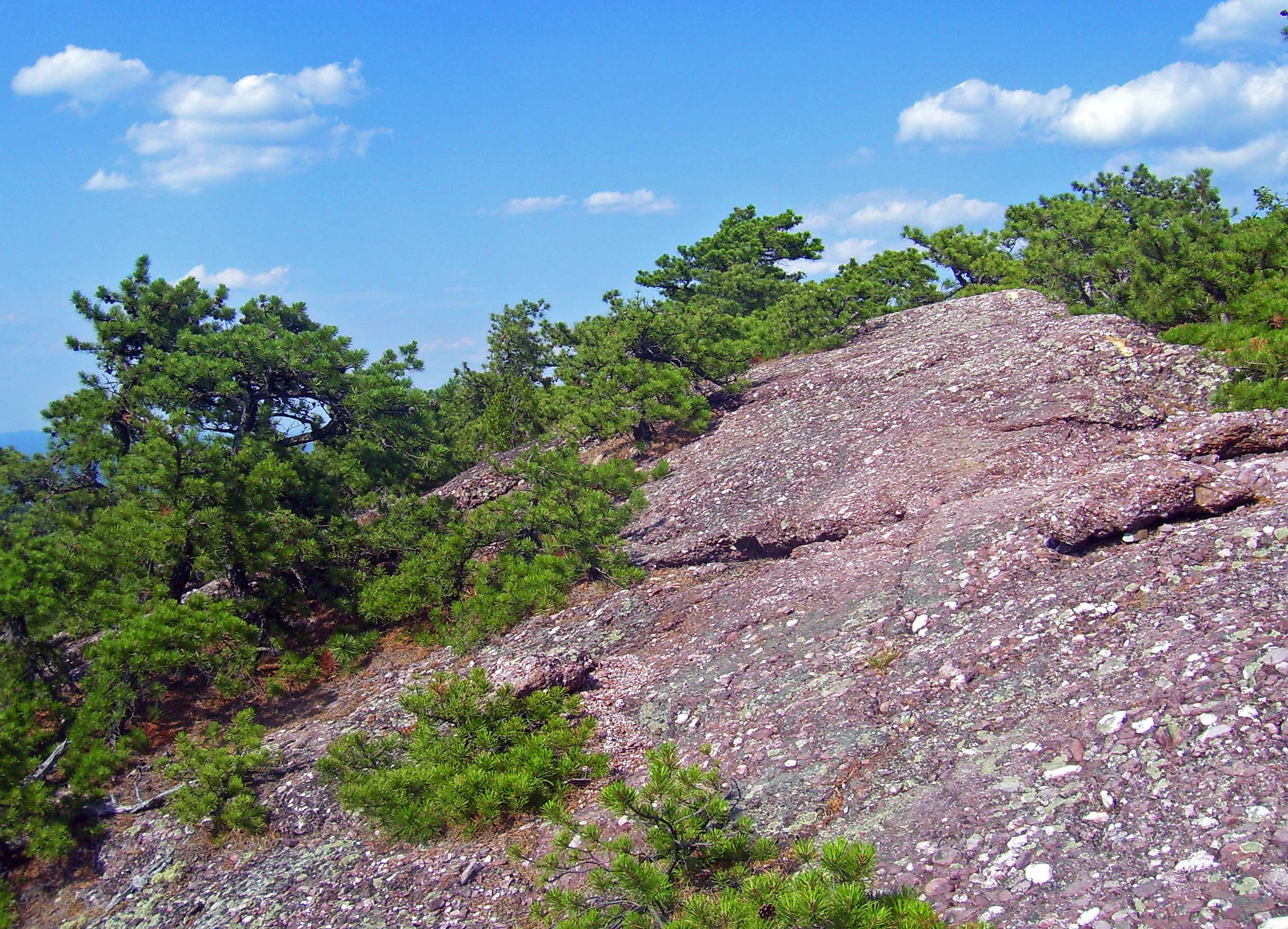
Puddingsteen op Schunemunk Mountain in de staat New York

Een puddingsteen is in de geologie een conglomeraat dat samengesteld is uit onregelmatige klasten. Deze worden samengehouden door een fijne matrix, meestal kwartszand. Puddingsteen wordt gevormd in rivierlopen en kan diverse mineralen en elementen zoals chroomijzersteen, korund, platina, diamant, goud, saffier, zirkoon bevatten. Er bestaan vier soorten puddingsteen:
- Hertfordshire-puddingsteen: wordt hoofdzakelijk in Hertfordshire (Engeland) gevonden
- Roxbury-puddingsteen: wordt hoofdzakelijk in en rond Boston (Verenigde Staten) gevonden
- Plumstead-puddingsteen: fijne puddingsteen, waarschijnlijk ontstaan na de laatste ijstijd
- St. Joseph Island-puddingsteen: wordt hoofdzakelijk gevonden rond St. Marys River (Michigan-Ontario), deze puddingsteen bevat meestal jaspis, een vorm van kwarts